# بلم (لیسبون)
بلم (به پرتغالی: Belém) جنوب غربی‌ترین پریش در شهر لیسبون است. جمعیت این ناحیه در سال ۲۰۱۱ برابر با ۱۶٬۵۲۸ نفر بوده  و مساحت آن ۱۰٫۴۳ کیلومتر مربع است .
نام بلم از نام بیت لحم در زبان پرتغالی گرفته شده است. 
بلم در دهانه رود تاقوس و در فاصله ۶ کیلومتری مرکز شهر لیسبون واقع شده است و تعدادی از بناهای شاخص لیسبون از جمله صومعه ژرونیمو و برج بلم در این ناحیه قرار دارند.

بلم - Belém
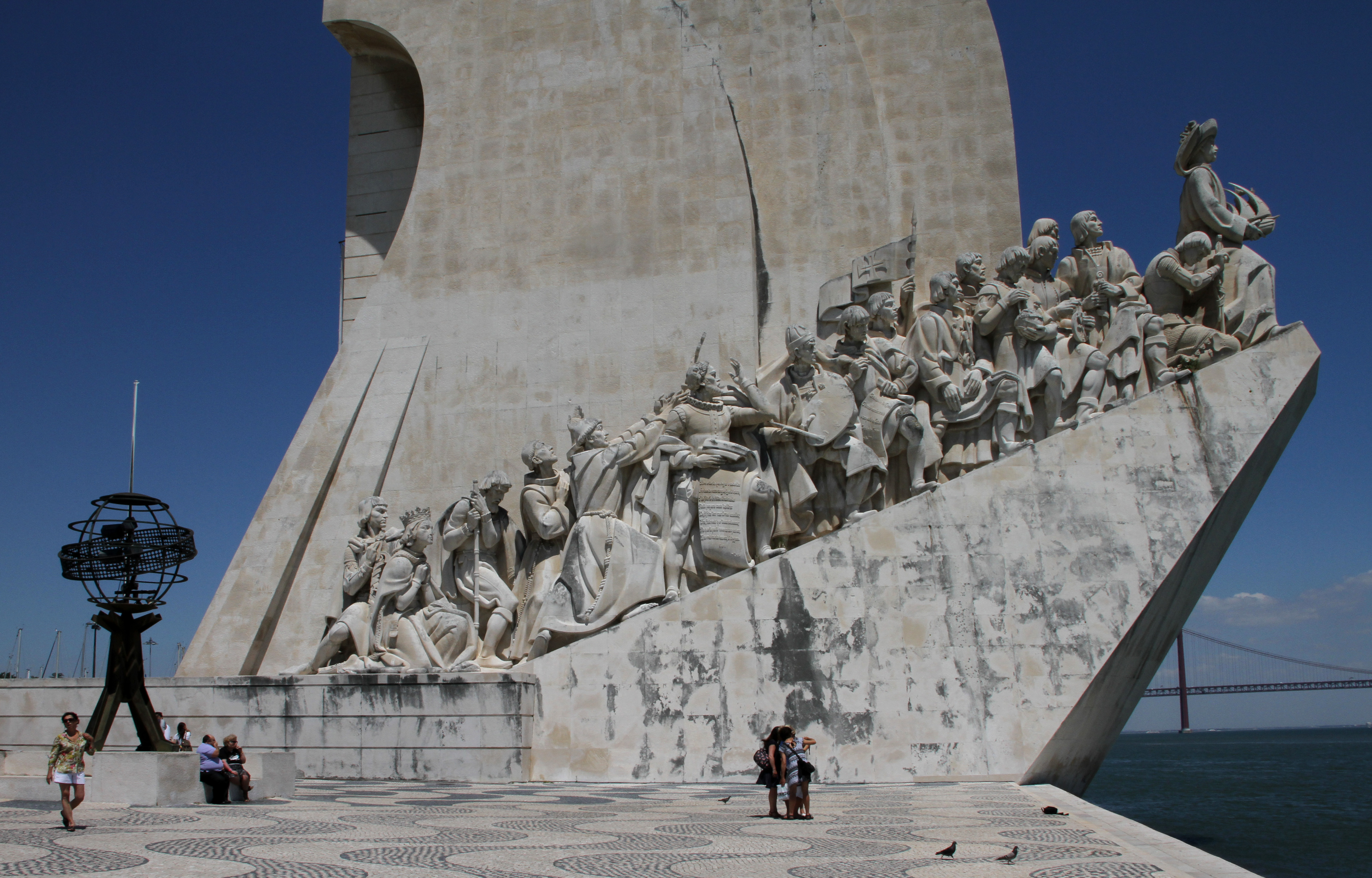
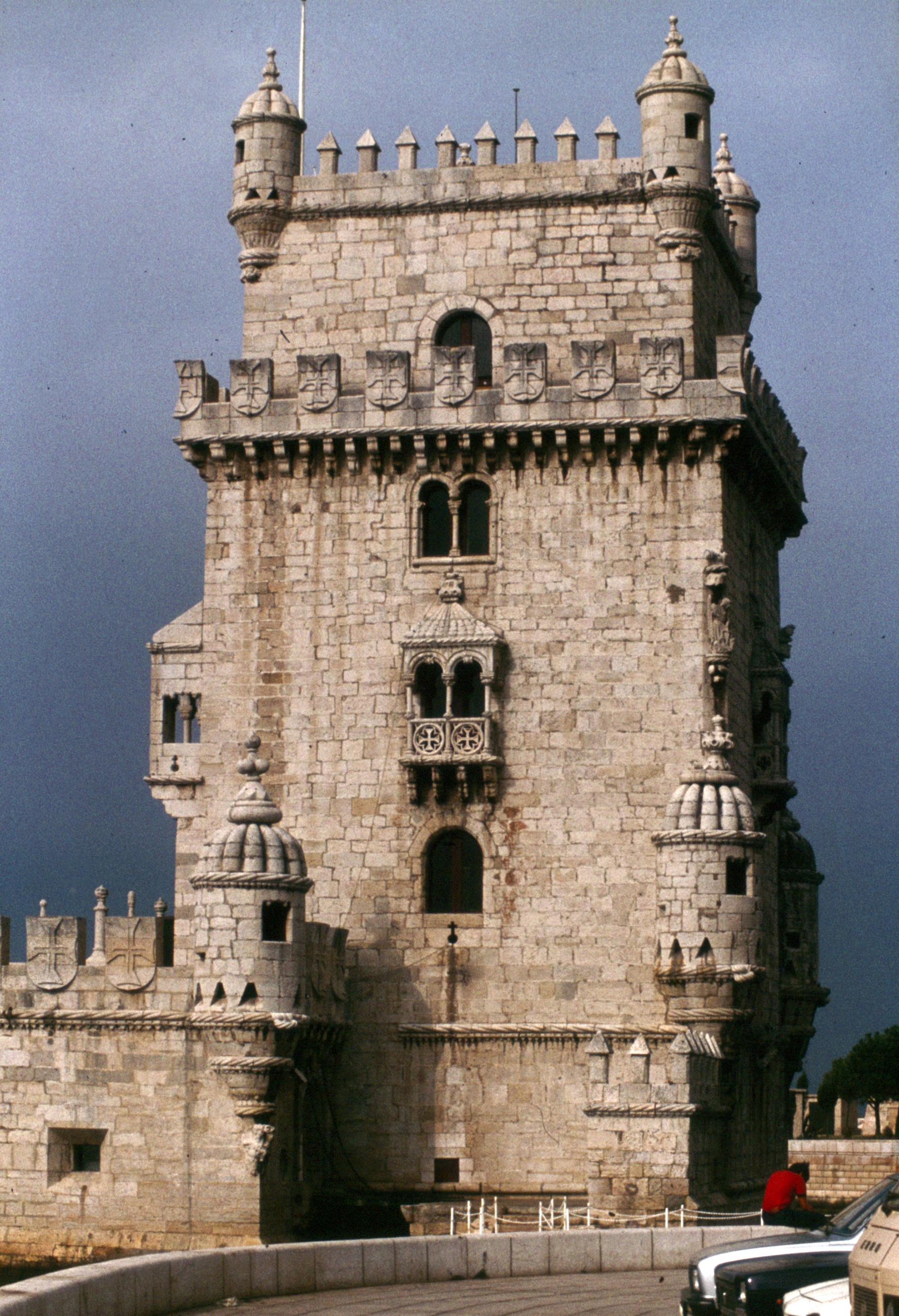
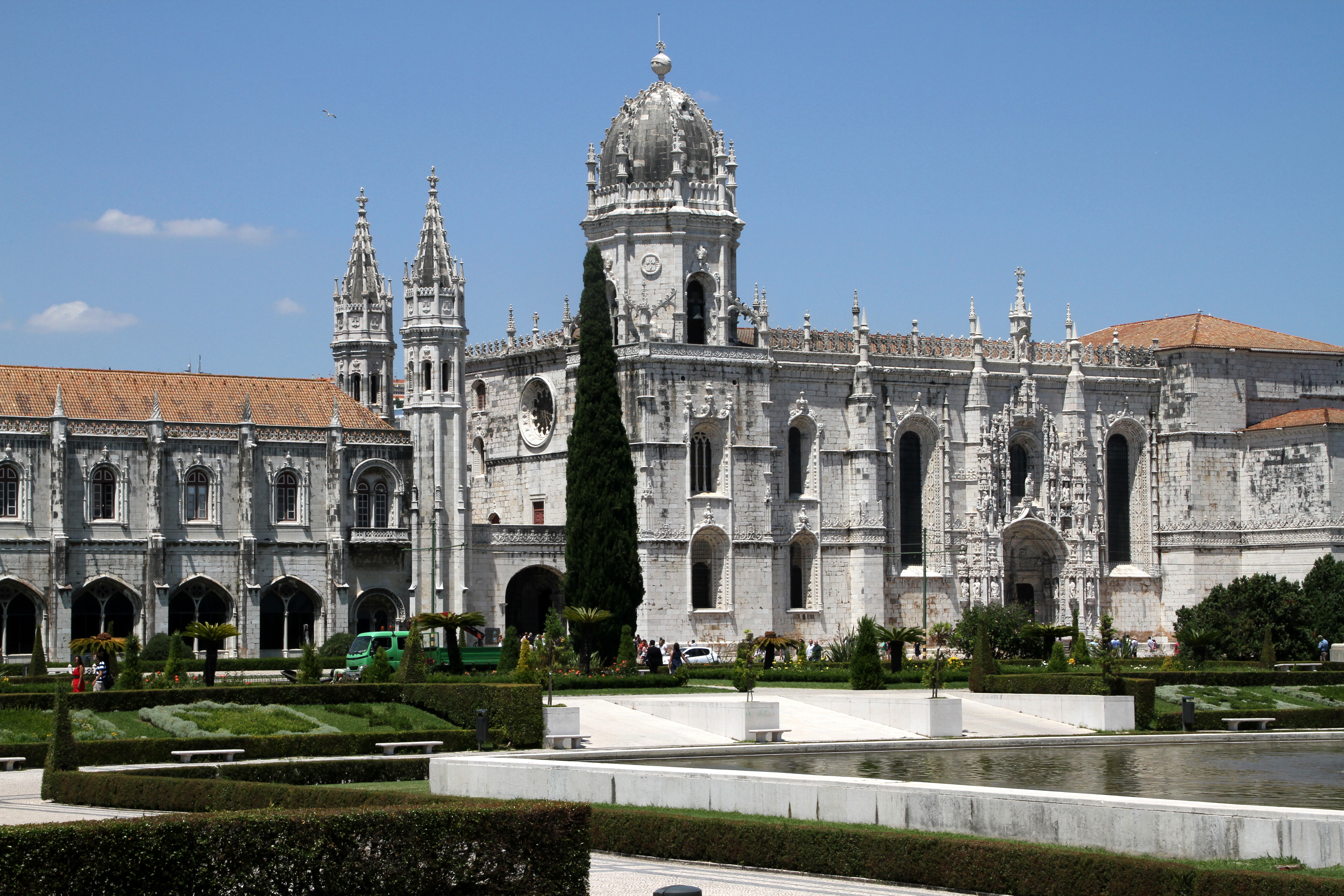
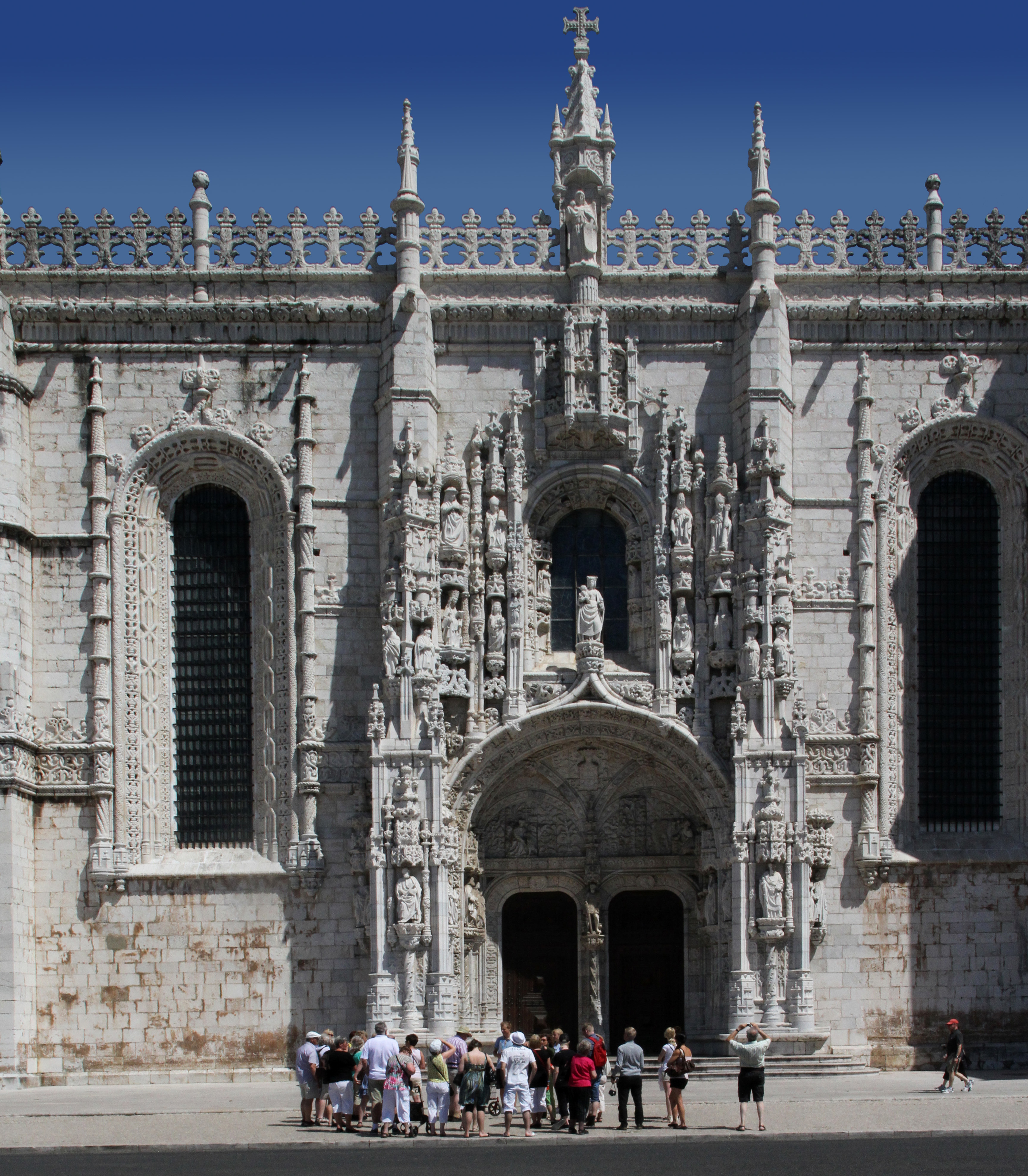
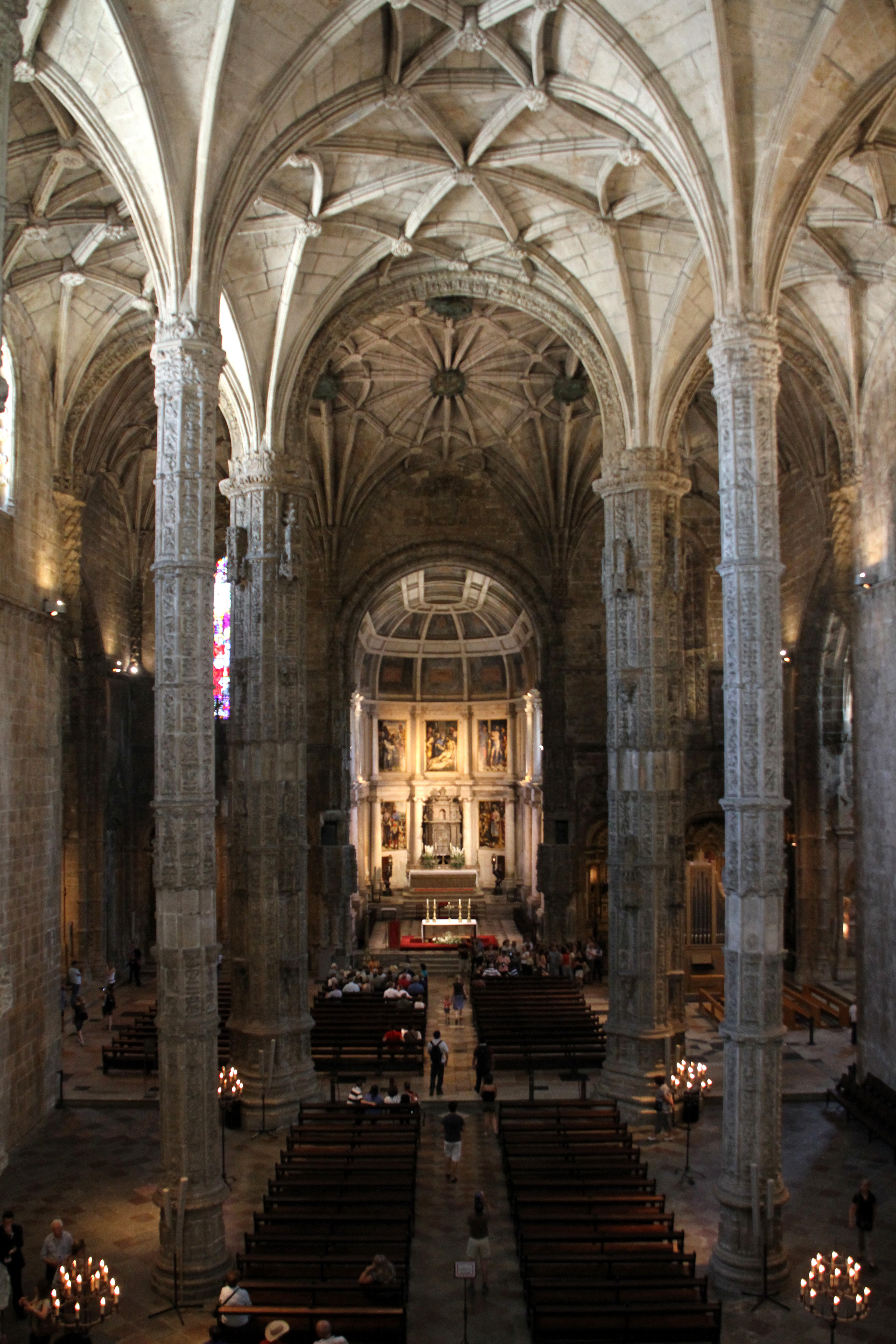
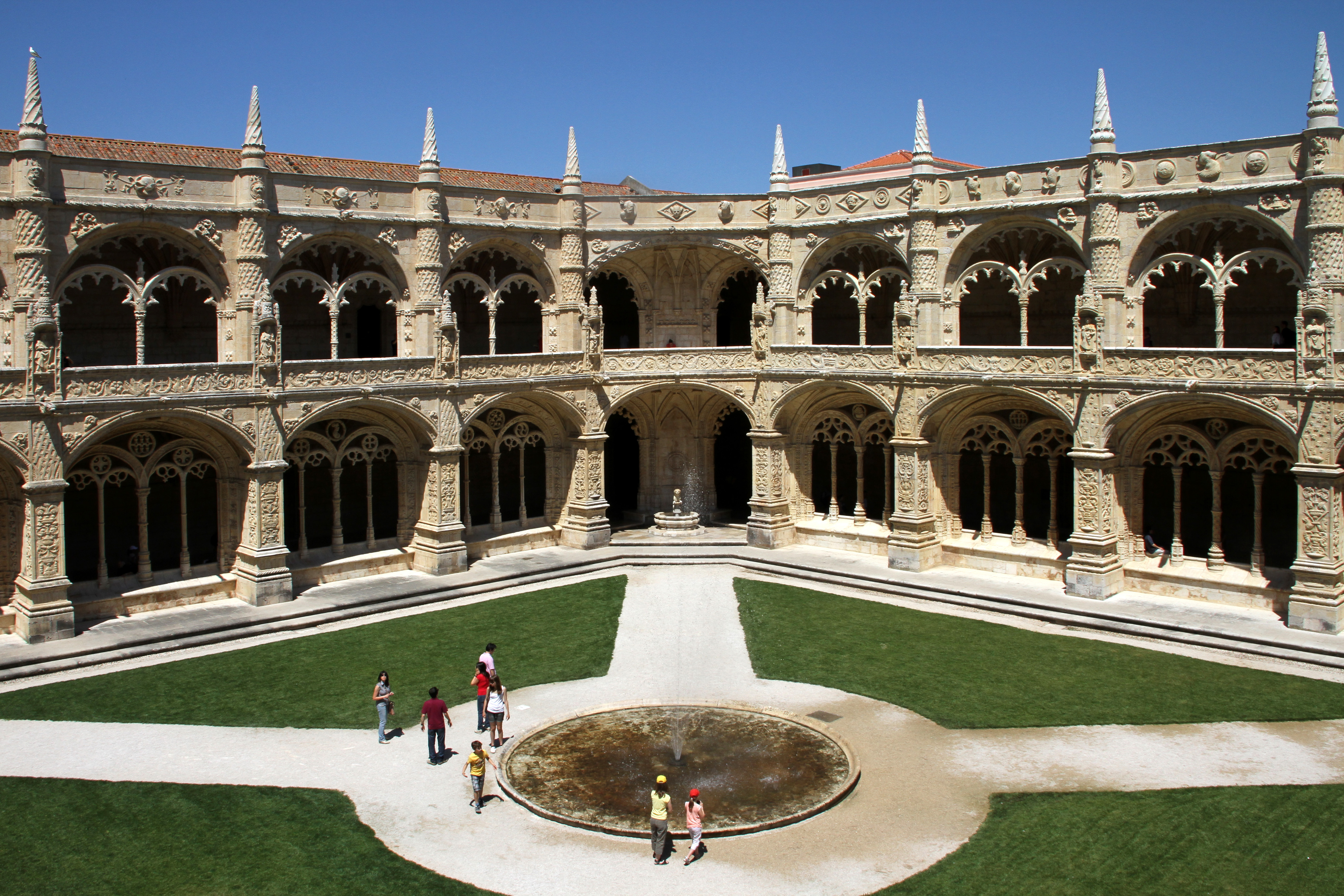
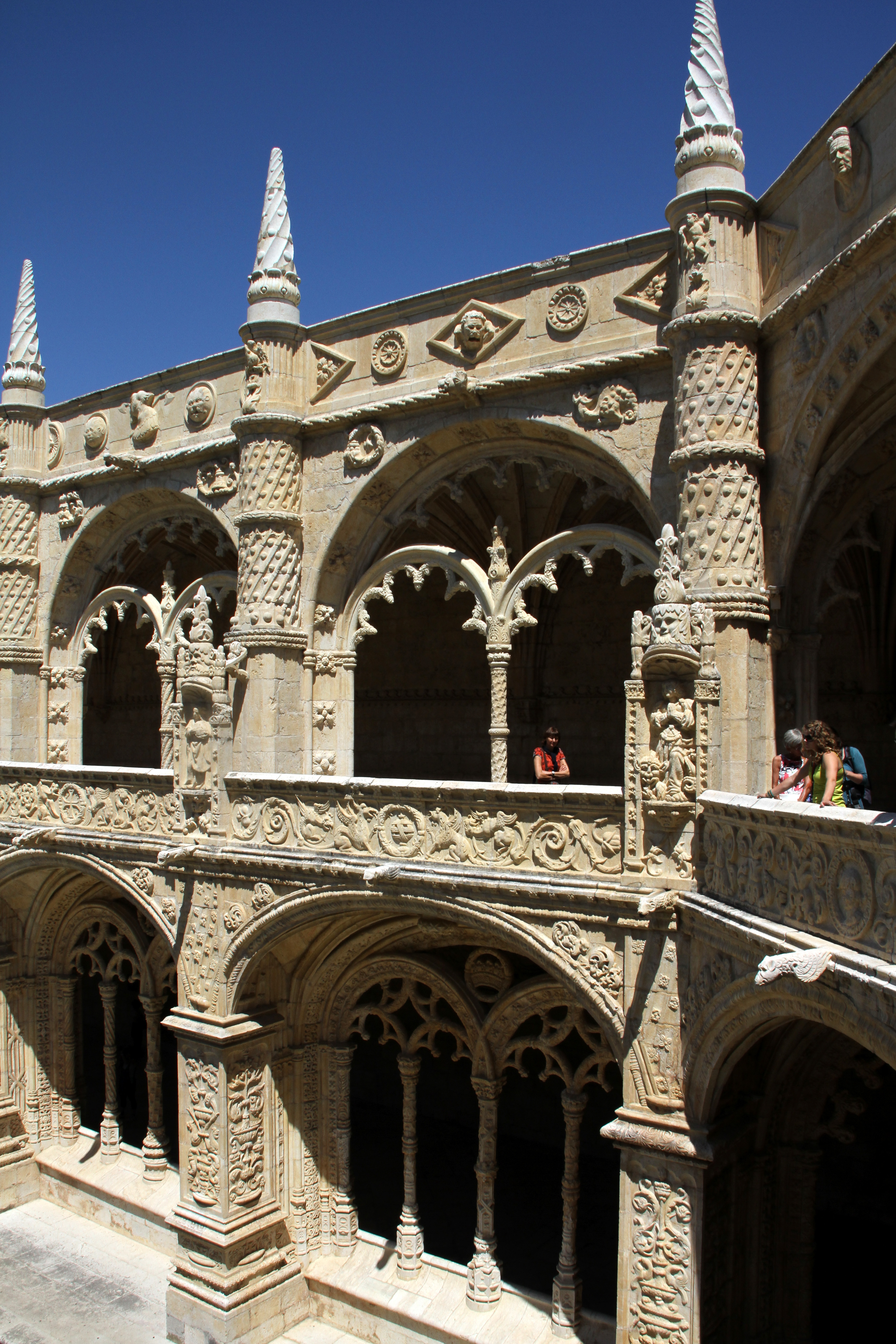
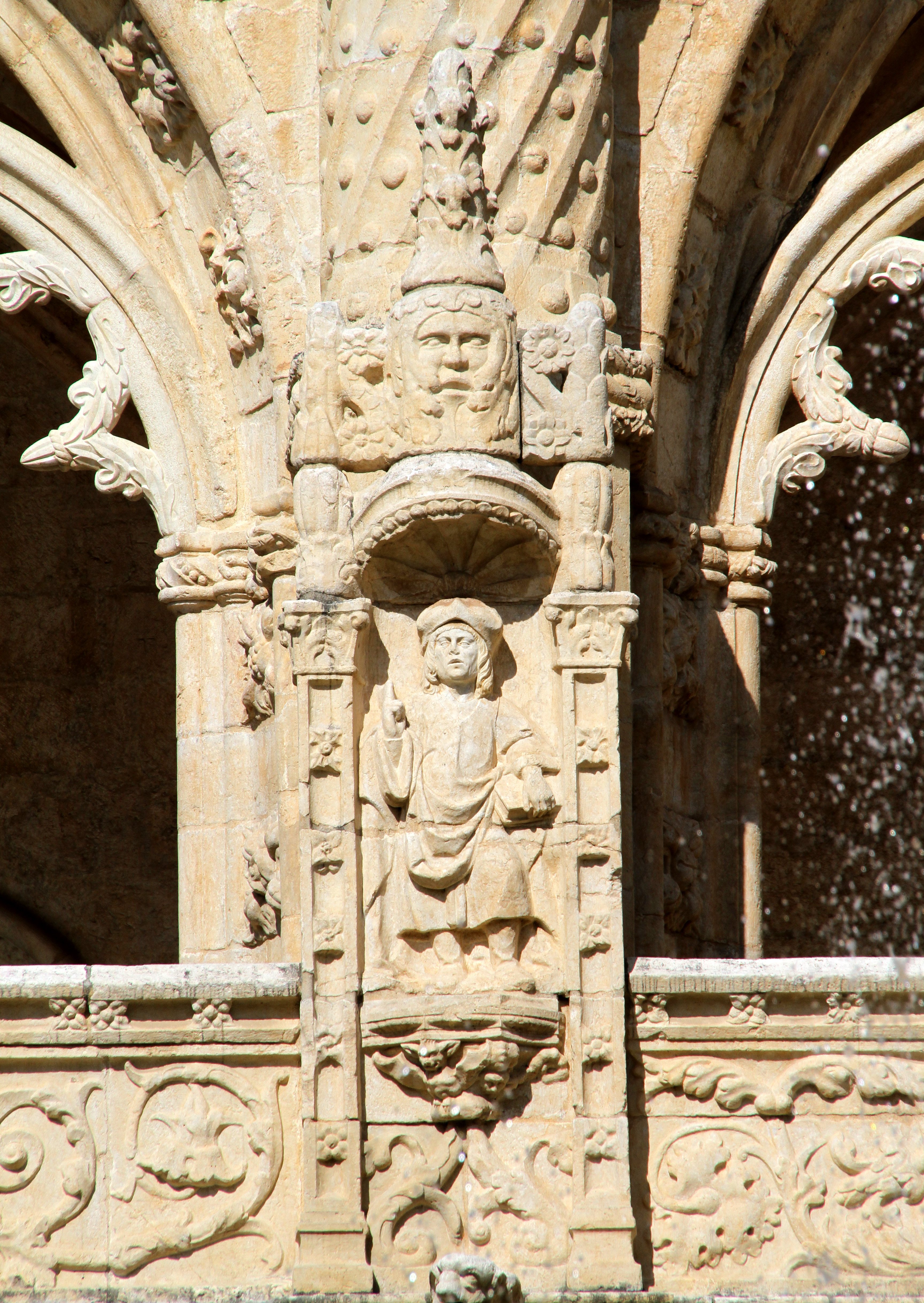